# Slag bij de Alcalans
De Slag bij de Alcalans vond plaats in 1129 tussen de strijdkrachten van de Berberse Almoraviden en koning Alfons I van Aragón. Het eindigde met de overwinning voor Alfons I.

## Achtergrond
Rond 1128 eisten de heerser van soennitische Almoraviden uit de Maghreb van de lokale moslimleiders in Iberië om hem trouw te geven. Sommige leiders van Andalusische moslims waren hier openlijk terughoudend over. Eén van hen was Ali ibn Majjuz uit Sevilla, die vluchtte naar de Ebro-vallei, waar hij een alliantie sloot met Alfons I om de gebieden rondom Valencia te plunderen en te bezetten. De Almoraviden reageerden door een krachtige nieuwe leger te sturen dat uit het diepe Marokko was aangekomen, dat zich bij de Noord-Afrikaanse ruiters van de gouverneurs van Córdoba en Mucia voegde met als doel de rebel Ali ibn Majjuz en Alfons I van Aragón op te sporen.

## Het gevecht
De strijd vond plaats in 1129 in het Kasteel van de Alcalans in Montserrat en van daaruit leden de Almoraviden nederlaag.

## Gevolgen
Volgens de islamitische dichter Ibn al-Abbar uit Valencia zorgde de rampzalige nederlaag ervoor dat de Almoraviden in Sharq Al-Andalus (Levante) aan populariteit verloren en na een tijdje zou leiden tot de proclamatie van de tweede periode van de taifa-koninkrijken in Sharq Al-Andalus.